# Caloplaca-Kliff
Das Caloplaca-Kliff ist ein 2 km langes und 30 m hohes Kliff aus Gneis an der Ingrid-Christensen-Küste des ostantarktischen Prinzessin-Elisabeth-Lands. In den Vestfoldbergen ragt es in südlicher bis südöstlicher Ausrichtung auf.
Das Antarctic Names Committee of Australia benannte es 1983 nach den orangefarbenen und hierdurch weithin sichtbaren Flechten der Gattung Caloplaca, die das Kliff besiedeln.